# Знедолені (роман Ле Гуїн)
«Знедолені» (з підзаголовком "Неоднозначна утопія "; англ. The Dispossessed) — анархістський утопічний науково-фантастичний роман американської письменниці Урсули Ле Гуїн 1974 року, один із семи її романів циклу Гайніша. Це одна з небагатьох книг, які отримали всі три премії «Г'юго», «Локус» і «Неб'юла» за найкращий роман. Завдяки дослідженню таких тем, як анархізм і революційні суспільства, капіталізм, утопія, індивідуалізм і колективізм, він отримав незвичайний для наукової фантастики ступінь літературного визнання.
Він містить розробку математичної теорії, що лежить в основі вигаданого ансібля, пристрою, здатного спілкуватися швидше за світло (він може надсилати повідомлення без затримки, навіть між зоряними системами), який відіграє вирішальну роль у циклі Гайніша. Винахід ансібля ставить роман першим у внутрішній хронології циклу Гайніша, хоча він був п'ятим опублікованим.

## Фон
У своїй передмові до перевидання Бібліотеки Америки в 2017 році Ле Гуїн згадала про свої останні 40 років, написавши:
|  | «Знедолені» починалися як дуже погане оповідання, яке я не намагалася закінчити, але не могла його відпустити. У ньому була книга, і я це знала, але книга мала зачекати, поки я не зрозумію, про що я пишу і як про це писати. Мені потрібно було зрозуміти мій власний пристрасний спротив війні, яку ми, як мені здавалося, безкінечно вели у В'єтнамі, і безкінечно протестували вдома. Якби я тоді знала, що моя країна продовжуватиме вести агресивні війни до кінця мого життя, можливо, у мене було б менше енергії для протесту проти цієї війни. Але, знаючи лише це, я більше не хотіла вивчати війну, Я вивчала мир. Я почала з того, що прочитала цілу купу утопій і дізналася дещо про пацифізм, Ганді та ненасильницький опір. Це привело мене до ненасильницьких анархістських письменників, таких як Петро Кропоткін і Пол Ґудман. З ними я відчула велику, безпосередню спорідненість. Вони мали для мене сенс, як Лао-цзи. Вони дозволили мені замислитися про війну, мир, політику, про те, як ми керуємо один одним і самими собою, про цінність поразки і про силу слабкого. Тож, коли я зрозуміла, що ніхто ще не написав анархістської утопії, я нарешті почала розуміти, якою може бути моя книга. І я виявила, що її головний герой, якого я вперше побачила в оригінальному загубленому оповіданні, живий і здоровий - мій гід в Анарресі. |

Батьки Ле Гуїн, академічні антропологи Альфред і Теодора Кребер, були друзями Роберта Оппенгеймера; Ле Гуїн заявила, що Оппенгеймер був моделлю для Шевека, головного героя книги.:2

## Значення назви
Існує припущення, що назва Ле Гуїн є відсиланням до роману Достоєвського про анархістів «Демони» (рос. Бесы, «Бєси»), один з популярних англомовних перекладів якого має назву «The Possessed». Згідно з листом, надісланим Ле Гуїн Букчіну, багато філософських основ і екологічних концепцій походять із книги Мюррея Букчина «Пост-дефіцитний анархізм» (1971). Громадяни Анарреса позбавлені власності не лише через політичний вибір, а й через саму відсутність фактичних ресурсів для володіння. Тут Ле Гуїн знову проводить контраст з природними багатствами Уррасу та конкурентною поведінкою, яку це заохочує.

## Налаштування
Дія «Знедолених» відбувається на Анарресі та Уррасі, двох населених світах Тау Кита. Уррас розділений на кілька країн, але в ньому домінують дві супердержави, А-Іо та Тху. Перебуваючи на Уррасі, головний герой проводить більшу частину часу в А-Іо, державі з капіталістичною економікою та патріархальним ладом. Держава Тху фактично ніколи не відвідували, але кажуть, що в ній панує авторитарна система, яка стверджує, що панує від імені пролетаріату. У своїх межах А-Іо має інакомислячих, включаючи кілька різних опозиційних лівих партій, одна з яких тісно пов'язана з конкуруючим суспільством Тху. Коли в Бенбілі, третьому великому, ще нерозвиненому районі Урраса, спалахує революція, А-Іо вторгається в революційну територію, яку підтримує Тху, створюючи проксі-війну.
Місяць Анаррес представляє більш ідеалістичну ідеологічну структуру: анархо-синдикалізм. Анаррестяни, які називають себе одоніанами на честь засновника своєї політичної філософії, прибули на Анаррес з Урраса близько 200 років тому. Щоб запобігти анархо-синдикалістському повстанню, великі країни Уррасті дали революціонерам право жити на Анарресі разом із гарантією невтручання. До цього в Анарресі не було постійних поселень, окрім деяких гірничих споруд.
Після революції на Уррасі Анаррес заселяють послідовники Одо, центрального персонажа оповідання Ле Гуїн 1974 року «День перед революцією».
Економічне і політичне становище Анарреса та його ставлення до Уррасу є неоднозначним. Жителі Анарреса вважають себе вільними і незалежними, оскільки вони вийшли з-під політичного і соціального впливу старого світу. Однак влада Уррасу розглядає Анаррес, по суті, як свою гірничодобувну колонію, оскільки щорічна партія дорогоцінних металів Анарресу і їх розподіл між великими державами на Уррасі є головною економічною подією старого світу.

### Теоретична хронологія
В останньому розділі «Знедолених» ми дізнаємося, що 60 років тому на Тау Кита прибув народ гайніш. Це відбулося понад 100 років після відокремлення одонійців від Урраса та їхнього виїзду до Анарреса. Там також є земляни, і дія роману відбувається через деякий час у майбутньому, за детальною хронологією, розробленою письменником-фантастом Яном Вотсоном у 1975 році: «базова дата 2300 р. нашої ери для „Позбавлених“ взята з опису Землі в цьому книги (§ 11) як такої, що пройшла через екологічний і соціальний колапс з піком населення в 9 мільярдів до малонаселеної, але високоцентралізованої економіки, що відновлюється». У тій самій статті Вотсон датує «Ліву руку темряви» 4870 року нашої ери; обидві дати проблематичні — як каже сам Вотсон, вони суперечать «твердженню Генлі Ай про те, що земляни „до трьох тисяч років тому не знали про використання нуля“».

## Розповідь
Розділи чергуються між двома планетами та між теперішнім і минулим. Парні розділи, дія яких відбувається на Анарресі, хронологічно йдуть першими, а за ними йдуть непарні розділи, дія яких відбувається на Уррасі. Єдиний виняток становлять перший і останній розділи: дія першого відбувається як на Місяці, так і на планеті; дія останнього — на космічному кораблі.
| Хронологічний порядок розділів            |
| ----------------------------------------- |
| 2, 4, 6, 8, 10, 12, 1, 3, 5, 7, 9, 11, 13 |

### Анаррес (розділи 2, 4, 6, 8, 10, 12)
Перший розділ починається в середині історії. Головний герой Шевек — фізик з Анарреса, який намагається розробити Загальну часову теорію. Фізика книги «Принципи одночасності» описує час як такий, що має набагато глибшу, складнішу структуру, ніж у його розумінні. Вона включає в себе не тільки математику і фізику, але також філософію і етику. Шевек виявляє, що його робота блокується ревнивим начальником Сабулом, який контролює публікацію рукописів Анарресу. Оскільки його теорії суперечать панівній політичній філософії, Шевек вважає, що його ідеї суперечать суспільству Анарресу. Протягом усього часу, проведеного в Аббене, він зустрічає старих знайомих з підліткового віку та свою матір Рулаг. Одна з його старих знайомих, Таквер, вступає в стосунки з Шевеком, і вони починають стосунки і народжують першу спільну дитину.
Роботу Шевека ще більше порушує його соціальний обов'язок виконувати фізичну роботу під час посухи в анархістському суспільстві Анарреса. Щоб забезпечити виживання в суворих умовах, жителі Анарреса повинні поставити потреби суспільства вище своїх особистих бажань, тому Шевек чотири роки виконує важку сільськогосподарську роботу в курній пустелі замість того, щоб працювати над своїми дослідженнями. Після посухи він організовує поїздку до Урраса, отримавши там престижну нагороду за свою роботу, щоб завершити й опублікувати свою теорію за допомогою синдикату, який він створив для розповсюдження своїх робіт. Його контакт із вченими на Уррасі та його рішення подорожувати призвели до політичних потрясінь на Анарресі. Сабул звинувачує Шевека в тому, що він зрадник і загрожує політичному розділенню двох світів. Вважаючи, що його теорія принесе користь Анарресу та суспільству в цілому, Шевек вирушає на Уррас.

### Уррас (розділи 1, 3, 5, 7, 9, 11)
Подорож Шевека до єдиного космопорту на Анарресі сповнена подій. Через те, що деякі групи на планеті вважають Шевека зрадником, його ледь не вбиває розлючений натовп, який намагається перешкодити йому потрапити на космічний корабель до А-Іо. Прибувши на А-Іо, Уррас, Шевек потрапляє до в'язниці. Незабаром він відчуває огиду до соціальних, сексуальних і політичних умовностей ієрархічного капіталістичного суспільства Урраса. Його невдоволення ще більше загострюється з початком війни в сусідньому Бенбілі, в якій А-Іо бере участь разом із суперником Ту. В Університеті Ієу Йон Шевек намагається викладати студентам-уррастам і стає об'єктом маніпуляцій з боку фізиків, які сподіваються, що його прорив у загальній теорії часу дозволить їм побудувати корабель, швидший за світло. Таємнича записка з проханням приєднатися до «братів» лякає Шевека, який знає, що його однодумці-анархісти перебувають на Уррасі — в тіні. Зрештою, на званій вечері п'яний Шевек публічно засуджує своїх колег на А-Іо, лаючи їх за матеріалістичне життя і сприйняття своєї пишноти як належного, що призводить до катастрофічного сексуального контакту, який ще більше віддаляє Шевека від його колег. Він тверезо усвідомлює, що теорія, яку він пропонує, буде використана Уррасті для потенційної війни, а не на благо суспільства. Шевек тікає з університету, зв'язується з підпільною революційною групою зі знайденої ним записки, приєднується до робітничого протесту в Ніо Ессеї, який жорстоко придушують. Він тікає до посольства терранців, де просить їх передати його теорію в усі світи. Терранці забезпечують йому безпечне повернення на Анаррес.

### На бортуDavenant(розділ 13)
Для міжпланетної подорожі до свого світу, Анаррес, Шевека показують навколо космічного корабля Хайніш. Описано хайнішську культуру. Хайніш на ім'я Кето, який симпатизує одоніанській думці, хоче висадитися з Шевеком, коли вони приземляться на Анаррес. Не знаючи, чи приймуть Анарресі його повернення з розпростертими обіймами, Шевек продовжує думати про свою сім'ю, коли космічний корабель починає приземлятися.

## Теми

### Символізм
Неоднозначність економічної та політичної ситуації Анарреса щодо Урраса символічно проявляється в низькій стіні, що оточує єдиний космодром Анарреса. Ця стіна — єдине місце на планеті анархістів, де можна побачити знаки «Вхід заборонено!», і саме тут починається і закінчується книга. Жителі Анарреса вірять, що стіна відокремлює вільний світ від руйнівного впливу кораблів гнобителя. З іншого боку, стіна може бути стіною в'язниці, яка тримає решту планети ув'язненою та відрізаною. На це питання намагається відповісти життя Шевека.
Окрім подорожі Шевека, щоб відповісти на питання про справжній рівень свободи його суспільства, значення самих його теорій вплітається в сюжет; вони не лише описують абстрактні фізичні поняття, але й відображають злети та падіння життя героїв та трансформацію суспільства Анарресі. У книзі часто цитується вислів: «справжня подорож — це повернення». Значення теорій Шевека, які стосуються природи часу та одночасності, підлягало тлумаченню. Наприклад, були тлумачення, що нелінійний характер роману є відтворенням теорії Шевека.

### Анархізм і капіталізм
У своїй передмові до збірки хайнішських романів Ле Гуїн відзначає свою «велику, безпосередню спорідненість» з анархістськими мислителями Петром Кропоткіним і Полом Ґудменом. В іншому місці вона пише, що «одонізм — це анархізм», згадуючи паралелі з Еммою Ґольдман, даосизмом і Персі Біші Шеллі. Для Ле Гуїн, «головною мішенню анархізму є авторитарна держава (капіталістична чи соціалістична); головна морально-практична тема — співпраця (солідарність, взаємодопомога)».
І на Анарресі, і на Уррасі виникає багато конфліктів між цими анархістськими принципами та обмеженнями, накладеними владою та суспільством. На Анарресі немає писаних законів. Однак на практиці існують сильні конвенції про те, як більшість речей слід робити, що засмучує Шевека протягом усього роману. Гроші також не використовуються, а натомість анаррестяни покладаються на базу даних DivLab, щоб зіставити волонтерську працю з робочими завданнями. Через ці конвенції та інституції «Знедолені» зображують анархістсько-синдикалістську «альтернативу капіталізму. Обчислювальна економіка Ле Гуїн поєднує центральний економічний план для суспільства з демократичним прийняттям рішень за синдикалістською моделлю, бюрократичною та обчислювальною ефективністю, а також узгодженою напругою між синдикальним федералізмом, індивідуальною автономією та небезпекою централізованої влади».
Мова, якою розмовляють на Анарресі, також відображає анархізм. Правік — це сконструйована мова в традиції есперанто. Правік відображає багато аспектів філософських основ утопічного анархізму. Наприклад, настійно не рекомендується використовувати присвійний відмінок, ця особливість також відображається в назві роману. Дітей привчають говорити лише про те, що цікавить інших; все інше є «егоїзмом» (стор. 28–31). Жодної власності на майно немає. Донька Шевека, зустрівши його вперше, каже йому: «Ти можеш поділитися носовою хусткою, якою я користуюся» а не «Ти можеш позичити мою хустку», таким чином передаючи ідею, що хустка не належить дівчині, а але вона нею лише користується.

### Утопізм
Іноді кажуть, що твір представляє сучасне відродження утопічного жанру. Коли книга була вперше опублікована, вона містила слоган: «Чудовий епос неоднозначної утопії!» який фанати скоротили до «Неоднозначної утопії» та взяли підзаголовок у деяких виданнях.
Ле Гуїн привносить власні інновації в літературну традицію утопії. Багато попередніх утопічних романів представляли відвідувача утопії як засіб для навчання читача її інститутам. Однак «Знедолені» перевертають це, змушуючи Шевека, незадоволеного своїм життям в Аннаресі, відправитися в Уррас. «Знедолені» також не прагнуть зобразити Анаррес як суспільство, яке є абсолютно хорошим, а лише як «неоднозначно добре».
Том Мойлан описує «Знедолених» як «найвідомішу та найпопулярнішу з критичних утопій, опублікованих у 1970-х роках». «Критична» утопічна література продовжує охоплювати утопічні ідеали, але вона обережна, щоб бути надто директивною, і має тенденцію зосереджуватися на «триваючій присутності відмінностей і недосконалості в самому утопічному суспільстві». «Знедолені» діляться з багатьма пізнішими критичними утопіями, включаючи серію «Культура» Іена Бенкса та «Неприємності на Тритоні» Семюела Ділейні, зосередженість на невдоволенні утопії та інтерес до того, як утопічне суспільство взаємодіє зі своїми сусідами.

### Фемінізм
Існують певні розбіжності щодо того, чи слід вважати «Знедолених» феміністичною утопією чи феміністичним науково-фантастичним романом. За словами Мері Моррісон з Університету штату Нью-Йорк у Буффало, анархістські теми в цій книзі також допомагають популяризувати феміністичні теми. Інші критики, такі як Вільям Марселліно з SUNY Buffalo та Сара ЛеФану, авторка твору «Популярне письменство та феміністичне втручання в наукову фантастику», стверджують, що в романі є чіткі антифеміністичні відтінки.
Моррісон стверджує, що зображені Ле Гуїн ідеали даосизму, оспівування праці та тіла, а також бажання сексуальної свободи в анархістському суспільстві значною мірою сприяють феміністичному посилу книги. Даосизм, який відкидає дуалізм і поділ на користь балансу Інь і Ян, привертає увагу до балансу не тільки між двома планетами, але і між мешканцями чоловічої та жіночої статі. Святкування праці на Анарресі походить від святкування праці матері, зосереджуючись на створенні життя, а не на будівництві об'єктів. Сексуальна свобода на Анарресі також сприяє феміністичному посилу книги.
З іншого боку, деякі критики вважають, що феміністичні теми Ле Гуїн або слабкі, або відсутні. Деякі вважають, що даоська взаємозалежність між статями насправді послаблює феміністичне послання Ле Гуїн. Марселліно вважає, що анархістські теми в романі переважають і затьмарюють будь-які феміністські теми. Лефану додає, що існує різниця між феміністичними повідомленнями, які явно представлені в книзі, та антифеміністичним підтекстом. Наприклад, у книзі сказано, що суспільство на Анарресі створили жінки. Однак жіночі образи видаються другорядними щодо головного героя-чоловіка, який здається традиційним героєм-чоловіком; Лефану стверджує, що ця підривна діяльність послаблює будь-яке феміністичне повідомлення, яке намагалася донести Ле Гуїн.

### Скасування в'язниці
Одо, засновниця товариства Анарресі, написала свої найвпливовіші твори під час дев'ятирічного ув'язнення. У самому Анарресі немає в'язниць. Її природа після в'язниці стає очевидною у другому розділі, коли група школярів Аннаресті вивчає в'язниці на уроці історії. Учитель описує в'язниці «з небажанням порядної дорослої людини, змушеної пояснювати дітям непристойності. Так, сказав він, в'язниця — це місце, куди держава саджає людей, які не підкоряються її законам». Захоплені цим «збоченням», школярі будують власну в'язницю і тримають всередині одну зі своїх колег. Вони в кінцевому підсумку жахаються цим досвідом.
Фігуральне ув'язнення також є важливою темою роману. І в частинах роману Уррасті, і в Анарресті «раз за разом питання про те, кого закривають, а хто входить, по який бік стіни хтось перебуває, є центром оповіді». Марк Тунік підкреслює, що стіна є домінуючою метафорою соціальних обмежень у «Знедолених». Перебуваючи на Уррасі, Шевек натрапляє на «стіну чарівності, ввічливості, байдужості». Пізніше він зазначає, що дозволив «побудувати стіну навколо себе», яка не дозволяла йому бачити бідних людей на Уррасі. Він був кооптований, зі стінами усмішок багатих, і він не знав, як їх зруйнувати. В якийсь момент Шевек припускає, що люди на Уррасі не є справді вільними, саме тому, що між ними збудовано стільки стін і вони такі власницькі. Він каже: «Ви всі у в'язниці. Кожен один, самотній, із купою того, що має. Ви живете у в'язниці, помрете у в'язниці. Це все, що я бачу у ваших очах — стіна, стіна!».
Шевека хвилює не лише душевний стан тих, хто перебуває у в'язницях, він також відзначає вплив на тих, хто перебуває поза стінами. Стів Гроссі каже: «будуючи фізичну стіну, щоб утримувати погане, ми будуємо психічну стіну, яка не пропускає нас самих, наші думки та наше співчуття, на колективну шкоду всім». Пізніше сам Шевек каже: «ті, хто будує стіни, самі собі в'язні».

## Публікація
У процесі написання книги Ле Гуїн історія завжди приходила до неї через персонажа, а не через подію, ідею, сюжет чи суспільство. Історія «Знедолених» вперше спала на думку Ле Гуїн у видінні, ніби побаченому здалеку, спочатку як чоловіка-фізика, його тонке обличчя, чисті очі, великі вуха, можливо, нагадуючи про Роберта Оппенгеймера, і яскраву особистість. Вона спробувала передати характер героя в короткому оповіданні, яке, за її спогадами, було одним із найгірших за 30 років письменницької діяльності, в якому фізик тікає з планети ГУЛАГу на сусідню багату планету-сестру, де він заводить любовний роман, але планета подобається йому ще менше, і тому він благородно повертається до ГУЛАГу. Вона продовжила переписувати історію, починаючи з його імені та походження — Шевек, з Утопії, — яке вона вважала розумним, виходячи з його інтелекту та обеззброюючої наївності. Знаючи лише фрагменти Томаса Мора («Утопія»), Вільяма Морріса («Новини нізвідки»), Вільяма Генрі Гадсона («Кришталевий вік») і Герберта Веллса («Сучасна утопія»), прочитання Ле Гуїн сучасних лібертаріанських соціалістів перетворило планету-тюрму Шевека на місце, куди вона бачила, що він хотів би повернутися: Маркс і Енгельс, Вільям Ґодвін, Емма Ґольдман, Пол Ґудман і, насамперед, Петро Кропоткін і Мері Шеллі.
Ле Гуїн написавла «Знедолених» у 1973 році для публікації в травні або червні 1974 року.

## Критика
Роман отримав загалом позитивні відгуки. З позитивного боку Берд Сірлз охарактеризував роман як «надзвичайний твір», сказавши, що Ле Гуїн «створила робоче суспільство у вишуканих деталях» і «повністю реалізовану гіпотетичну культуру [а також] живих дихаючих персонажів, які є неминучими продуктами цю культуру». Джеральд Джонас, написавши в The New York Times, сказав, що «книга Ле Гуїн, написана її твердою, безглуздою прозою, настільки переконлива, що вона повинна припинити написання приписувальних утопій принаймні на 10 років». Теодор Стерджен похвалив «Знедолених» як «чудово написану, гарно складену книгу», сказавши, що "«она виконує одну з головних функцій [наукової фантастики], а саме: створює інший тип соціальної системи, щоб побачити, як вона працюватиме. Або чи працюватиме вона».
Однак Лестер дель Рей дав неоднозначну оцінку роману, посилаючись на якість написаного Ле Гуїн, але стверджуючи, що кінець «погано вислизає», deus ex machina, яка «знищує більшу частину сили роману».

## Нагороди
| Award                                          | Result    |
| ---------------------------------------------- | --------- |
| Премія «Г'юго» за найкращий роман              | Перемога  |
| Меморіальна премія імені Джона Кемпбелла       | Номінація |
| Премія «Локус» за найкращий фантастичний роман | Перемога  |
| Премія «Неб'юла» за найкращий роман            | Перемога  |
| Премія «Прометей» Hall of Fame                 | Перемога  |

## Адаптації
У 1987 році програма-антологія CBC Radio Vanishing Point адаптувала «Знедолених» у серію з шести 30-хвилинних епізодів.
5 жовтня 2021 року було оголошено, що 1212 Entertainment and Anonymous Content адаптують роман до обмеженої серії.

## Переклади
- Азербайджанська: Mülksüzlər, 2021
- Болгарська: Освободеният
- Грецька: Ο αναρχικός των δύο κόσμων
- Грузинська: განპყრობილები, 2018
- Данська: De udstødte : en socialistisk utopi, 1979
- Естонська: Ilmajäetud, 2018
- Іврит: המנושל,‎ 1980; later בידיים ריקות,‎ 2015
- Іспанська: Los desposeídos, 1983
- Італійська: I reietti dell'altro pianeta, later Quelli di Anarres, 1976
- Каталонська: Els desposseïts, 2018
- Китайська (спрощена): 一无所有, 2009
- Китайська (традиційна): 一無所有, 2005
- Корейська: 빼앗긴 자들, 2002
- Нідерландська: De Ontheemde
- Німецька: Planet der Habenichtse, 1976, later Die Enteigneten, 2006, later Freie Geister, 2017
- перс. خلع‌شدگان, 2018
- Польська: Wydziedziczeni
- Португальська: Os Despossuídos, Os Despojados
- Російська: Обездоленные, 1994, Обделённые, 1997
- Румунська: Deposedaţii, 1995
- Сербська: Čovek praznih šaka, 1987
- Турецька: Mülksüzler, 1990
- Угорська: A kisemmizettek, 1994
- Фінська: Osattomien planeetta, 1979
- Французька: Les Dépossédés, 1975
- Хорватська: Ljudi bez ičega, 2009
- Чеська: Vyděděnec, 1995
- Шведська: Shevek, 1976; De obesuttna, 2020
- Японська: 所有せざる人々, 1980

## Цитовані
- Le Guin, Ursula K. (1989). Bibliographic Checklist of the Works of Ursula K. Le Guin. У Wood, Susan (ред.). The Language of the Night: Essays on Fantasy and Science Fiction (вид. Revised). New York: HarperCollins. с. 240—249. ISBN 0-06-016835-8.

### Анархізм і «Знедолені»
- John P. Brennan, "Anarchism and Utopian Tradition in The Dispossessed", pp. 116–152, in Olander & Greenberg, editors, Ursula K. Le Guin, New York: Taplinger (1979).
- Samuel R. Delany, "To Read The Dispossessed," in The Jewel-Hinged Jaw. N.Y.: Dragon Press, 1977, pp. 239–308 (anarchism in The Dispossessed). (pdf available online through Project MUSE)
- Neil Easterbrook, "State, Heterotopia: The Political Imagination in Heinlein, Le Guin, and Delany", pp. 43–75, in Hassler & Wilcox, editors, Political Science Fiction, Columbia, SC: U of South Carolina Press (1997).
- Leonard M. Fleck, "Science Fiction as a Tool of Speculative Philosophy: A Philosophic Analysis of Selected Anarchistic and Utopian Themes in Le Guin's The Dispossessed", pp. 133–45, in Remington, editor, Selected Proceedings of the 1978 Science Fiction Research Association National Conference, Cedar Falls: Univ. of Northern Iowa (1979).
- Moore, John (Spring 1995). An Archaeology of the Future: Ursula K. Le Guin and Anarcho-Primitivism. Foundation. 63: 32—39.
- Elizabeth Stainforth and Jo Lindsay Walton. 2019. 'Computing Utopia: The Horizons of Computational Economies in History and Science Fiction'. Science Fiction Studies 46 (3): 471–89. https://doi.org/10.5621/sciefictstud.46.3.0471.
- Larry L. Tifft, "Possessed Sociology and Le Guin's Dispossessed: From Exile to Anarchism", pp. 180–197, in De Bolt & Malzberg, editors, Voyager to Inner Lands and to Outer Space, Port Washington, NY: Kennikat (1979).
- Kingsley Widmer, "The Dialectics of Utopianism: Le Guin's The Dispossessed", Liberal and Fine Arts Review, v.3, nos.1–2, pp. 1–11 (Jan.–July 1983).

### Гендер і «Знедолені»
- Lillian M. Heldreth, "Speculations on Heterosexual Equality: Morris, McCaffrey, Le Guin", pp. 209–220 in Palumbo, ed., Erotic Universe: Sexuality and Fantastic Literature, Westport, CT: Greenwood (1986).
- Neil Easterbrook, "State, Heterotopia: The Political Imagination in Heinlein, Le Guin, and Delany", pp. 43–75, in Hassler & Wilcox, editors, Political Science Fiction, Columbia, SC: U of South Carolina Press (1997).
- Klarer, Mario (1992). Gender and the 'Simultaneity Principle': Ursula Le Guin's 'The Dispossessed'. Mosaic: A Journal for the Interdisciplinary Study of Literature. 25 (2): 107—121. JSTOR 24780621.
- Jim Villani, "The Woman Science Fiction Writer and the Non-Heroic Male Protagonist", pp. 21–30 in Hassler, ed., Patterns of the Fantastic, Mercer Island, WA: Starmont House (1983).

### Мова і «Знедолені»
- Burton, Deirdre (1 січня 1985). Linguistic innovation in feminist utopian fiction. Ilha do Desterro a Journal of English Language, Literatures in English and Cultural Studies (14): 082—106.

### Власність та майно
- Werner Christie Mathiesen, "The Underestimation of Politics in Green Utopias: The Description of Politics in Huxley's Island, Le Guin's The Dispossessed, and Callenbach's Ecotopia", Utopian Studies: Journal of the Society for Utopian Studies, v.12, n.1, pp. 56–78 (2001).

### Наука і «Знедолені»
- Ellen M. Rigsby, "Time and the Measure of the Political Animal." The New Utopian Politics of Ursula K. Le Guin's The Dispossessed. Ed., Laurence Davis and Peter Stillman. Lanham: Lexington books., 2005.

### Даосизм і «Знедолені»
- Elizabeth Cummins Cogell, "Taoist Configurations: The Dispossessed", pp. 153–179 in De Bolt & Malzberg, editors, Ursula K. Le Guin: Voyager to Inner Lands and to Outer Space, Port Washington, NY: Kennikat (1979).

### Утопічна література та «Знедолені»
- James W. Bittner, "Chronosophy, Ethics, and Aesthetics in Le Guin's The Dispossessed: An Ambiguous Utopia, pp. 244–270 in Rabkin, Greenberg, and Olander, editors, No Place Else: Explorations in Utopian and Dystopian Fiction, Carbondale: Southern Illinois University Press (1983).
- John P. Brennan, "Anarchism and Utopian Tradition in The Dispossessed", pp. 116–152, in Olander & Greenberg, editors, Ursula K. Le Guin, New York: Taplinger (1979).
- Tom Moylan, Demand the Impossible: Science Fiction and the Utopian Imagination. Ed., Raffaella Baccolini. Bern: Peter Lang (2014). First published 1986.
- Bülent Somay, "Towards an Open-Ended Utopia", Science-Fiction Studies, v.11, n.1 (#32), pp. 25–38 (March 1984).
- Peter Fitting, "Positioning and Closure: On the 'Reading Effect' of Contemporary Utopian Fiction", Utopian Studies, v.1, pp. 23–36 (1987).
- Kingsley Widmer, "The Dialectics of Utopianism: Le Guin's The Dispossessed", Liberal and Fine Arts Review, v.3, nos.1–2, pp. 1–11 (Jan.–July 1983).
- L. Davis and P. Stillman, editors, "The new utopian politics of Ursula K. Le Guin's The Dispossessed", Lexington Books, (2005).
- Carter F. Hanson, "Memory's Offspring and Utopian Ambiguity in Ursula K. Le Guin's 'The Day Before the Revolution' and The Dispossessed", Science Fiction Studies (2013)

### Додаткові посилання
- Judah Bierman, "Ambiguity in Utopia: The Dispossessed", Science-Fiction Studies, v.2, pp. 249–255 (1975).
- James F. Collins, "The High Points So Far: An Annotated Bibliography of Ursula K. LeGuin's The Left Hand of Darkness and The Dispossessed", Bulletin of Bibliography, v.58, no.2, pp. 89–100 (June 2001).
- James P. Farrelly, "The Promised Land: Moses, Nearing, Skinner, and Le Guin", JGE: The Journal of General Education, v.33, n.1, pp. 15–23 (Spring 1981).